# تپه بالجا برسی
تپه بالجا بررسی مربوط به سده‌های اولیه دوران‌های تاریخی پس از اسلام است و در شهرستان اردبیل، بخش مرکزی، دهستان سردابه، روستای عموقین واقع شده و این اثر در تاریخ ۱۸ اسفند ۱۳۸۷ با شمارهٔ ثبت ۲۴۹۴۹ به‌عنوان یکی از آثار ملی ایران به ثبت رسیده است.